# Émilie Hammen
Émilie Hammen est une historienne et styliste française, spécialiste en histoire de la mode.

## Biographie
Émilie Hammen étudie dans un premier temps les arts appliqués, notamment la création textile, à l’École Duperré ainsi qu’à l’Institut français de la mode. Elle travaille plusieurs années comme styliste dans le luxe,, avant de poursuivre un doctorat en histoire de la mode qu’elle soutient en décembre 2020. Son sujet de recherche est l’historiographie de la mode.
Hammen est également professeur à l’Institut français de la mode depuis 2014, et titulaire depuis sa création en 2023 d’une chaire co-financée par Chanel et le 19M, son espace dédiés aux savoir-faire de la mode, toujours à l’Institut français de la mode. Cette chaire est la première consacrée à l’histoire de la mode dans une université française.
Début juillet 2025, elle est nommée à la direction du Palais Galliera, musée de la Mode de la ville de Paris, où elle succède à Miren Arzalluz (es).

## Publications
- Émilie Hammen (dir.) et Benjamin Simmenauer (dir.), Les grands textes de la mode, Paris, Éditions du regard, 2017, 290 p. (ISBN 978-2-914863-34-6)
- Émilie Hammen, L’Idée de mode, une nouvelle histoire, Paris, B42, 2023, 240 p. (ISBN 9782490077861)
- Émilie Hammen (dir.), Les savoir-faire de la mode - Sources, t. 1, Paris, B42, novembre 2023 (ISBN 978-2-494983-00-7)
- Émilie Hammen (dir.), Les savoir-faire de la mode - Géographies, t. 2, Paris, B42, octobre 2024 (ISBN 9782494983090)